# Skuld (ekonomi)
För andra betydelser, se skuld.
En skuld är i ekonomi en legal förbindelse att gäldenär betala en summa pengar till borgenär som äger fordran, ofta inom visst datum, förfallodagen. Exempel är leverantörsskulder som är obetalda fakturor från leverantörer, samt bankkrediter och upplupna lönekostnader och skatter. Ibland brukar även avsättningar i bokföringen räknas som skuld. Investerat aktiekapital är ett bolags skuld till aktieägare, som kan återbetalas vid likvidation. I balansräkningen är eget kapital lika med tillgångar minus skulder, och andelen är måttet på soliditet.
Om gäldenären saknar materiell säkerhet för att trygga betalning, såsom hypotek, kan någon gå i borgen för säkerhet inför borgenären.
En skuld återbetalas ibland genom uppdelade belopp, så kallade amorteringar. Ränta räknas inte vara en del av skulden. Att reglera skuld innebär slutbetalning.
Skulder kan överföras genom att borgenären avyttrar sin fordran till annan, exempelvis i factoring eller inkassoverksamhet. Om skuld inte betalas trots betalningspåminnelse och inkassokrav, kan borgenären yrka att kronofogden driver in skulden genom utmätning, vilket kan föranleda betalningsanmärkning i kronofogdens register. Om skulden bestrids kan borgenären ansöka om stämning i domstol för att få utslag för verkställighet av indrivningen.
En fysisk eller juridisk person är skuldsatt om ekonomiska tillgångar inte täcker ekonomiska utfästelser, insolvent. Motsatsen är solvent. Om gäldenären inte betalar skuld som avkrävs, anses denne vara på obestånd och kan av domstol dömas till konkurs, varvid tillgångarna ska avyttras av konkursförvaltare för att betala skulderna i prioritetsordning, där staten har förtur som borgenär. Om gäldenär saknar resurser för att reglera förfallna skulder men vill undvika konkurs, kan denne ansöka om ackord, vilket innebär att alla borgenärer avstår från en del av sin fordran, vilket kan vara en del av skuldsanering. Avskrivning eller betalningsanstånd med skulder kan även ske vid företagsrekonstruktion.
Många skulder kan preskriberas efter ett antal år (vanligen 3-10 år), ifall det inte har skett preskriptionsavbrott.